# Klaus Teuchert
Klaus Teuchert   (Börnichen, 18 de març de 1939 - 8 d'abril de 2022) va ser un pilot d'enduro alemany que va destacar en competició durant la dècada del 1960, tant a escala internacional com a l'antiga RDA. Al llarg de la seva carrera va guanyar tres edicions del Trofeu i una del Vas d'argent als Sis Dies Internacionals (ISDT) amb la selecció de la RDA i tres campionats de la RDA de 350 cc. També va obtenir èxits al Ral·li dels Alps austríacs i a la Tatrafahrt de Zakopane (Polònia).

## Carrera esportiva
Klaus Teuchert va debutar en competició el 1959 amb el club ASG Vorwärts Kamenz. A començaments de 1960 va passar a l'ASK Vorwärts Potsdam, on va pilotar una MZ ETS 175 sota el guiatge de l'entrenador Werner Rosenbrock.
El 1962, Teuchert va guanyar una cursa del campionat de la RDA a Hettstedt i una medalla d'or al Ral·li dels Alps austríacs, la primera vegada que ho feia un alemany oriental. L'any següent va canviar de club per anar al MC Zschopau i va guanyar una altra medalla d'or a la Tatrafahrt de Zakopane. Aquell any va formar part de la selecció de la RDA per al Vas d'argent als ISDT, on varen ser quarts. El 1964, Teuchert va guanyar una medalla d'or en aquesta prova i va quedar tercer al campionat de la RDA. A finals de temporada va tornar a l'ASK -que havia traslladat la seva seu a Leipzig- i l'any següent va guanyar el seu primer campionat de la RDA d'enduro de 350cc.
Als ISDT de 1965, a l'Illa de Man, va tornar a competir amb la MZ 175 i va obtenir la victòria d'equip al Vas al costat dels seus companys Werner Stiegler, Horst Golz i Günter Baumann. Els dos anys següents, Teuchert va formar part de l'equip del Trofeu de la RDA, el qual el va guanyar en ambdues ocasions. A més, el 1966 va obtenir un "Silver Tannenzweig" ("branca d'avet d'argent") als tres dies internacionals d'Isny im Allgäu, a Baden-Württemberg, en acabar segon a la general. El 1967 va guanyar per primera vegada la categoria de 350 cc al Rund um Zschopau.
El 1968 va guanyar el seu tercer campionat de la RDA d'enduro i va tornar a formar part de l'equip del Vas d'argent als ISDT, on acabaren segons. Aquell any, a més, se celebrà el primer Campionat d'Europa d'enduro i Teuchert en fou subcampió a la seva categoria darrere de Květoslav Mašita. El 1969 va guanyar, com a membre de l'equip de la RDA, el seu tercer Trofeu als ISDT. El 1971 acabà tercer en aquesta mateixa competició i va posar fi a la seva carrera esportiva.